# Mariä Himmelfahrt (Aub)

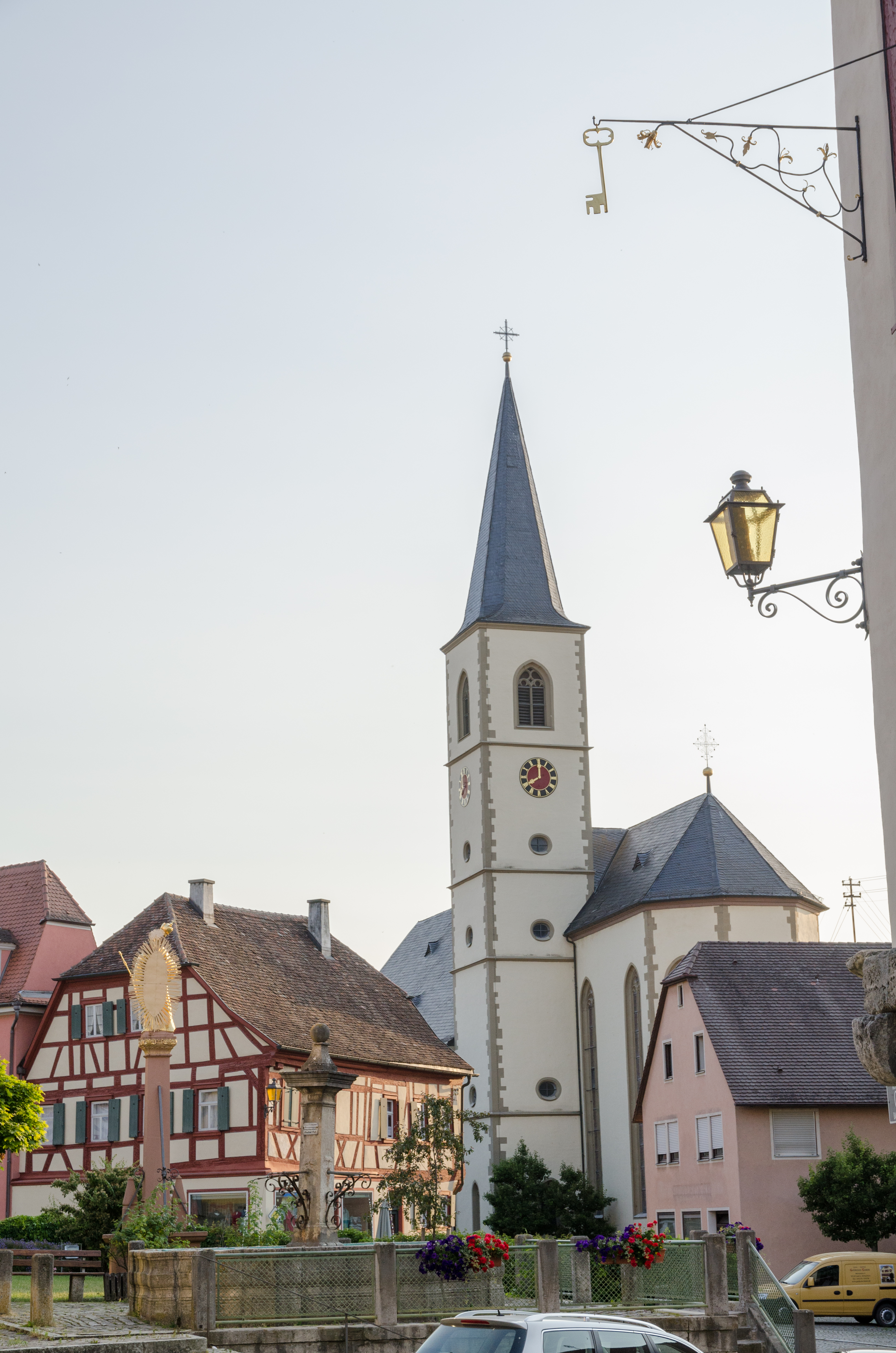
Mariä Himmelfahrt (Aub)

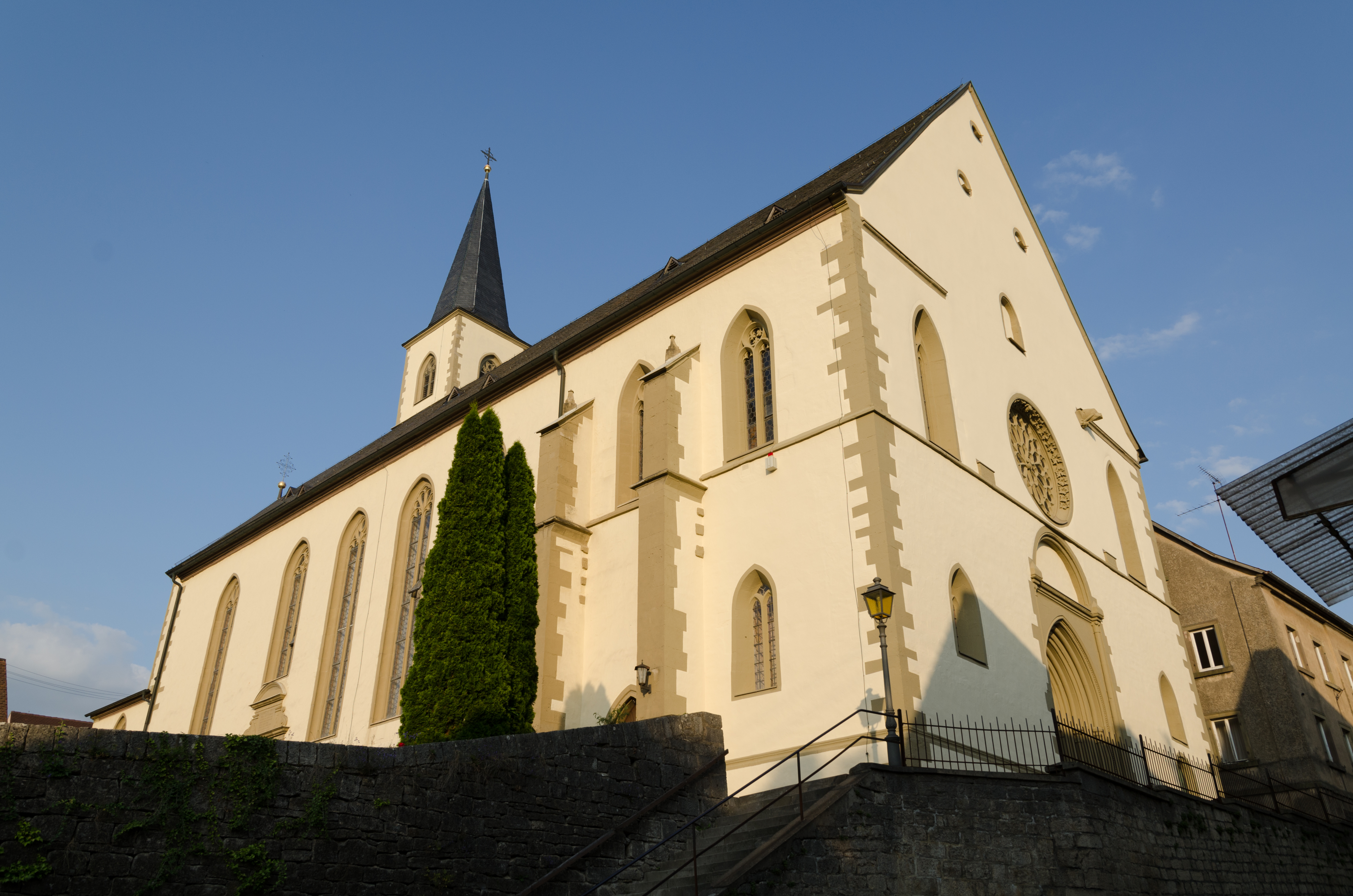
Westbau

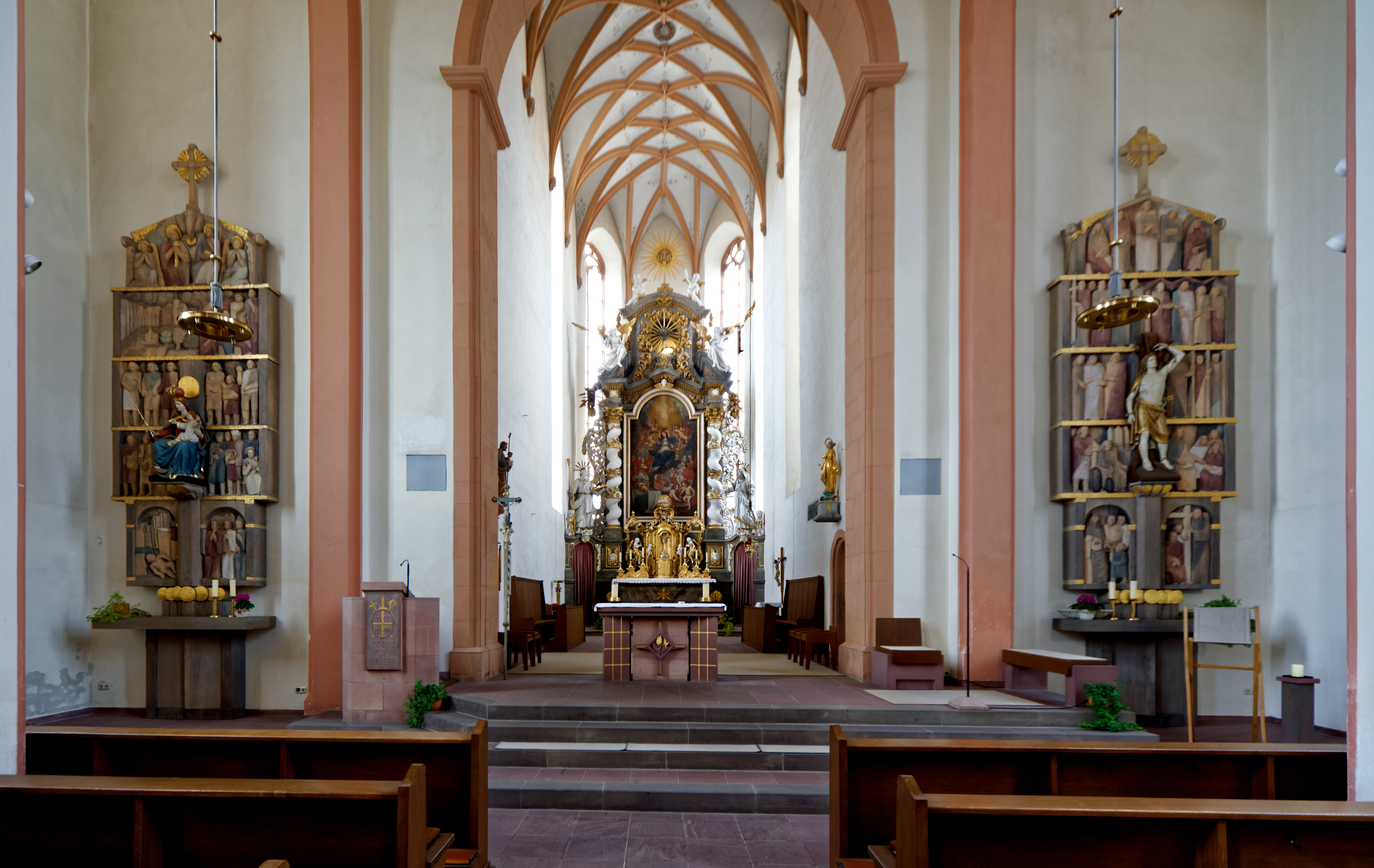
Innenansicht

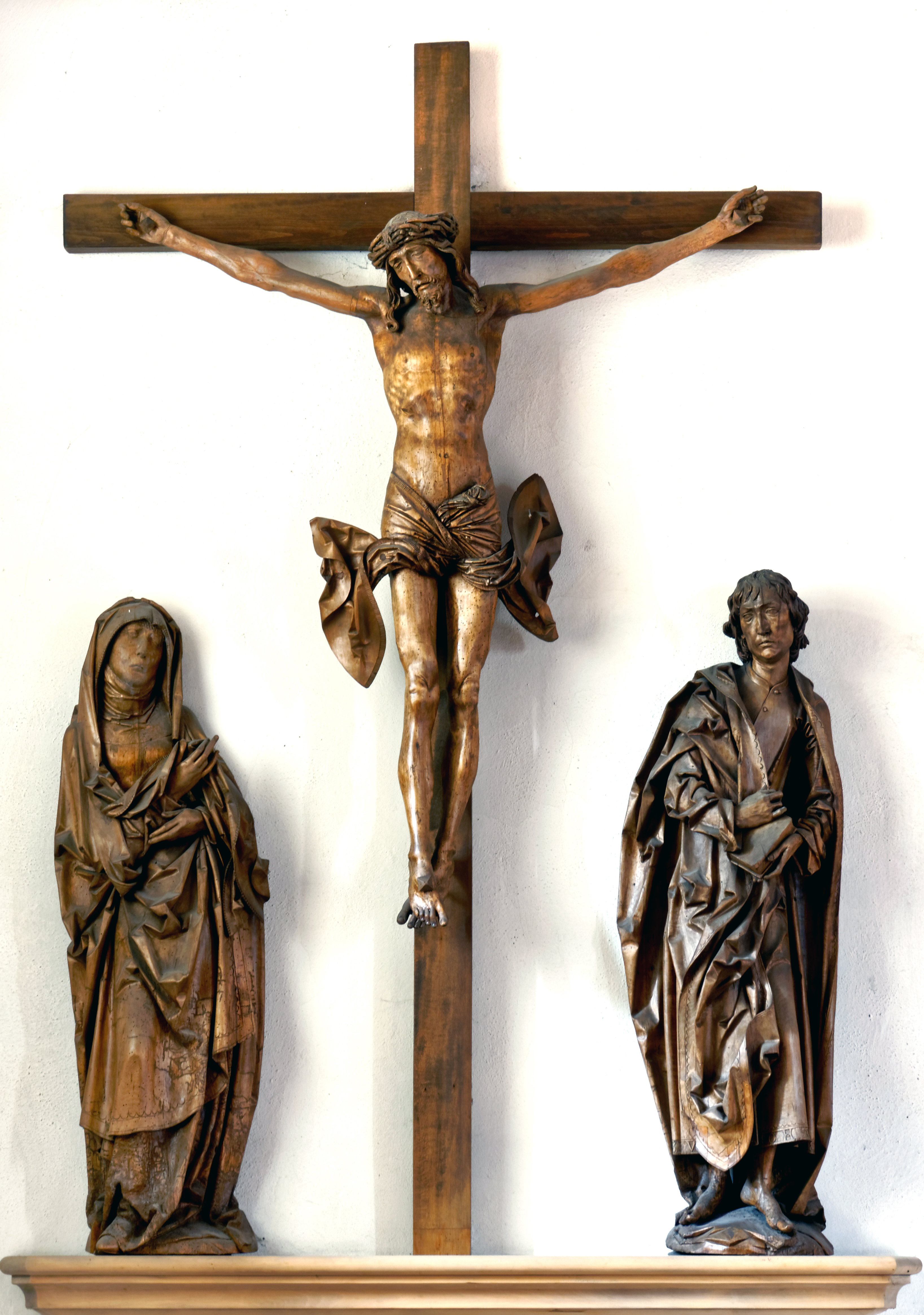
Kreuzigungsgruppe von Tilman Riemenschneider

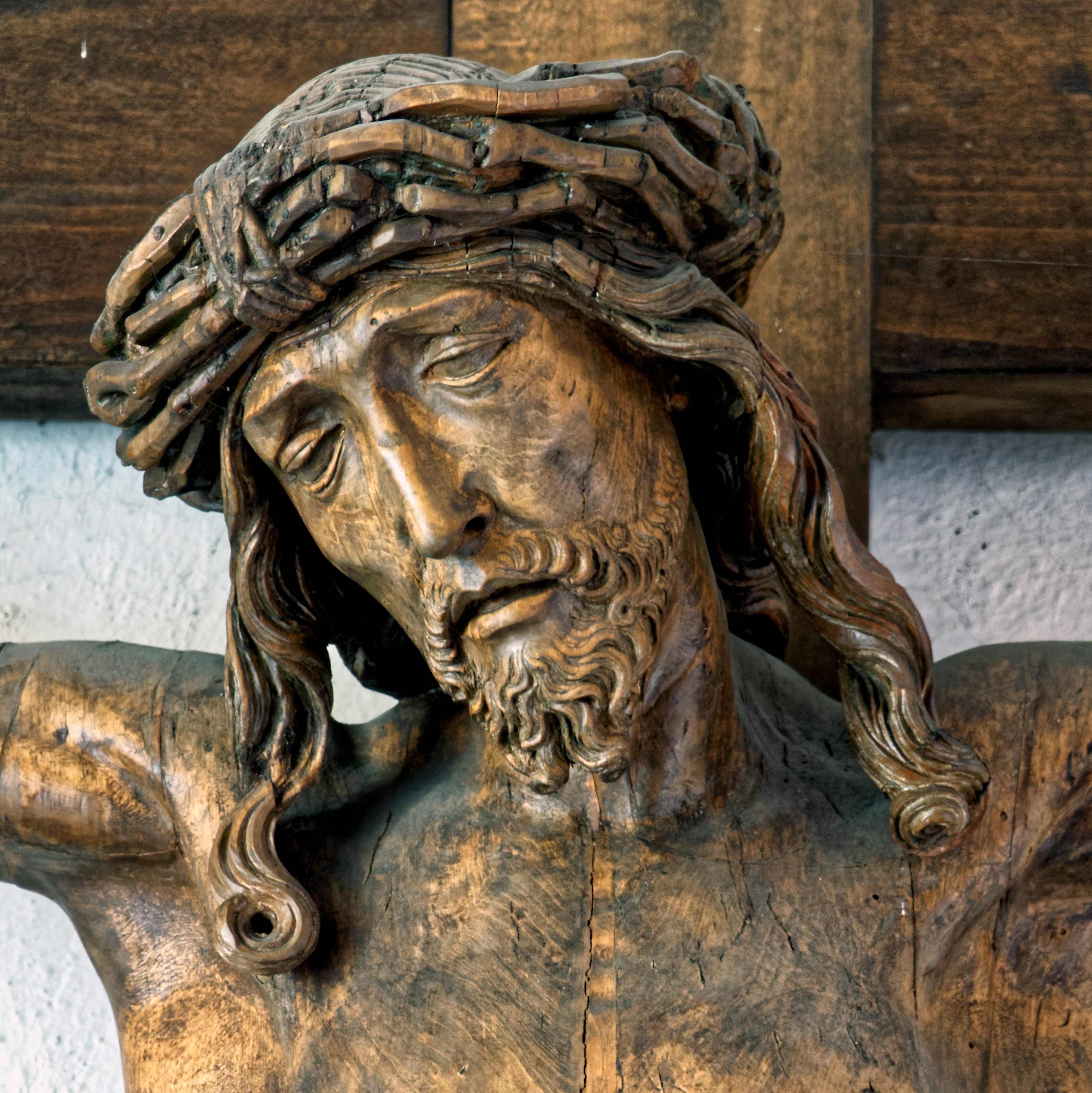
Christuskopf aus der Kreuzigungsgruppe

Die römisch-katholische Pfarrkirche Mariä Himmelfahrt ist eine barock umgestaltete Hallenkirche in Aub im unterfränkischen Landkreis Würzburg. Sie gehört zur Kirchengemeinde Mariä Himmelfahrt Aub im Dekanat Ochsenfurt des Bistums Würzburg.

## Geschichte und Architektur
Der erste urkundlich gesicherte Kirchenbau in Aub stammt aus dem Jahr 1136. Geplant wurde das Münster als dreischiffige Hallenkirche mit westlichem Vorbau, einem eingezogenen Chor und Chorflankenturm mit Pyramidendach, der Westbau stammt aus den Jahren 1275 bis 1280. Bis 1464 war das Münster Unsere Liebe Frau in der Au Pfarr- und Klosterkirche der Benediktinerpropstei Aub und etwa um ein Drittel größer als das heutige Gotteshaus.
Der Westbau ist ein bemerkenswertes Beispiel für die frühe Rezeption der Gotik. Er besteht aus der Erdgeschosshalle und der Empore, die beide dreischiffig in zwei Jochen mit Kreuzrippengewölben gestaltet sind. Kreuzförmige Pfeiler mit eingestellten Säulchen tragen in der unteren Halle das Gewölbe mit doppelt gekehlten Rippen. In der Empore stehen Bündelpfeiler aus acht Runddiensten mit glatten Kapitellen. Die Kapitelle der Wandpfeiler sind mit feinem frühgotischen Blattwerk mit Masken und Tieren geschmückt. Die Fenster sind mit Maßwerk versehen, das teilweise in Blumen endet.
Das Portal ist spitzbogig in rundbogiger Blende ausgebildet, darüber ist ein Rosenfenster angeordnet. Die Details verweisen auf eine Vermittlung über den Oberrhein und eine Herkunft vermutlich aus der französischen Gotik.
Das übrige Bauwerk wurde in seiner heutigen Form von 1610 bis 1615 erbaut und erhielt dabei den charakteristischen Turmabschluss (Echterspitze). Die Kirche ist eine lichte Halle mit hohen Fenstern. 1752 wurde das Langhaus einschiffig umgestaltet.
Beim Angriff der alliierten Truppen auf Aub am 12. April 1945 wurde die Stadtpfarrkirche durch Artilleriebeschuss schwer beschädigt. Dabei blieben nur die ausgeglühten Mauern des Kirchenschiffes und der Chor mit dem Hochaltar erhalten. Die Decke im Langhaus, die barocke Kanzel, einige Kapitelle der Empore und der Grabstein des Truchsess von Baldersheim aus dem Jahr 1510, ein Werk der Riemenschneiderschule, wurden dabei zerstört. Beim Wiederaufbau nach 1951 wurde zur Entlastung des alten Mauerwerks eine Stahlkonstruktion verwendet, deren Stützen den Kern für die heutigen schlanken Pfeiler bilden. Die ursprüngliche Dreischiffigkeit der Kirche wurde damit wieder angedeutet.

## Ausstattung
Der wuchtige barocke Hochaltar wurde 1682 von dem Würzburger Bildhauer Johann Caspar Brandt geschaffen. Die beiden Seitenfiguren Joachim und Anna, die Eltern von Maria, und der Tabernakel wurden von Johann Georg Auwera im Jahre 1781 geschnitzt. Das Altarblatt zeigt die Aufnahme Mariens in den Himmel und ist ein Werk des Würzburger Hofmalers Oswald Onghers aus dem Jahre 1692.
Die Seitenaltäre wurden 1989 vom Kleinrinderfelder Bildhauer Willi Grimm aus Lindenholz geschnitzt und zeigen die Muttergottes und den Heiligen Sebastian. Die beiden älteren Hauptfiguren wurden dabei wiederverwendet.
Die Kreuzigungsgruppe im Westbau wurde um 1510 von Tilman Riemenschneider geschaffen und im Jahr 1978 instand gesetzt.
Ein 1945 stark beschädigtes Steinrelief in der Südfassade stammt aus dem letzten Viertel des 13. Jahrhunderts und zeigt die Jünger am leeren Sarg Mariens. Ein weiteres Relief aus der Zeit um 1746 bis 1753 stellt eine Ölberggruppe dar.
Die Orgel ist ein Werk von Michael Weise aus dem Jahr 1957 mit 24 Registern auf zwei Manualen und Pedal.